# Cochrane-tó
A két ország területére átnyúló, Chilében Cochrane-tónak, Argentínában Pueyrredón-tónak nevezett állóvíz egy hegyvidéki tó Patagóniában. Utóbbi nevét Juan Martín de Pueyrredón 19. századi, az angol megszállók ellen harcoló nemzeti hős tiszteletére kapta.

## Földrajz
A tó Chile és Argentína határán, az Andok keleti oldalán található, közigazgatásilag Chile Aysén régiójának Capitán Prat tartományához, Argentína Santa Cruz tartományának Río Chico megyéjéhez tartozik. Nagyjából L alakú, hosszan elnyúló tó: míg hossza megközelíti a 70 km-t, addig legnagyobb szélessége a 7 km-t sem éri el. Déli végén egy mindössze 200 méter széles, 3,6 km hosszú földszoros választja el a Posadas-tótól. Vize általában kristálytiszta, de nyáron az Oro folyó által szállított gleccservíz zavarosabbá, kékeszölddé teszi. Az argentin oldalon csak a nyugati part közelíthető meg utakon. Itt, a délnyugati részen két nagyobb öböl is található, amelyeket egy-egy több mint 1 hosszú, de csak néhány méter széles földnyelv választ le. Az első ilyen öböl mentén található a Tío kemping, a másodiknál az Estancia Suyai nevű épületcsoport.

## Élővilág
A tóban a szivárványos pisztráng az egyetlen gyakori lazacféle, de néhány csendes-óceáni faj is időnként megjelenik, főleg az ezüstlazac. Előfordul még az Odontesthes hatcheri nevű kalászhalalakú és a Percichthys trucha nevű sügéralakú is.

## Képek

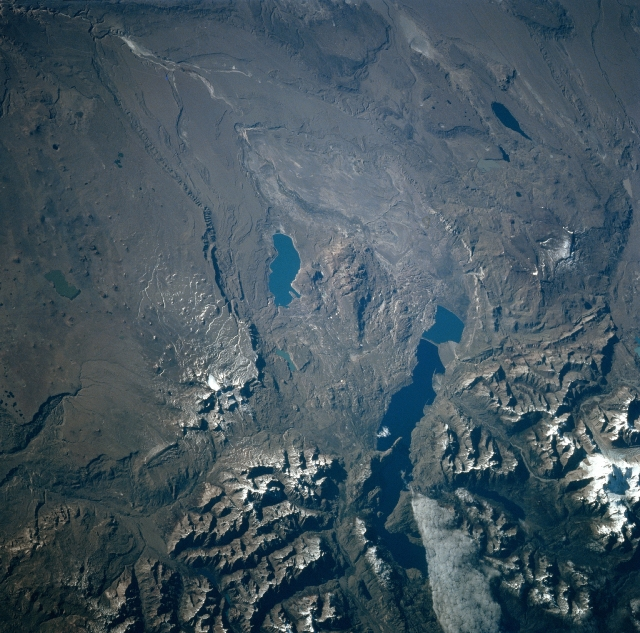
A tükrözött irányú felvételen a nagyobb tó a Cochrane/Pueyrredón-tó
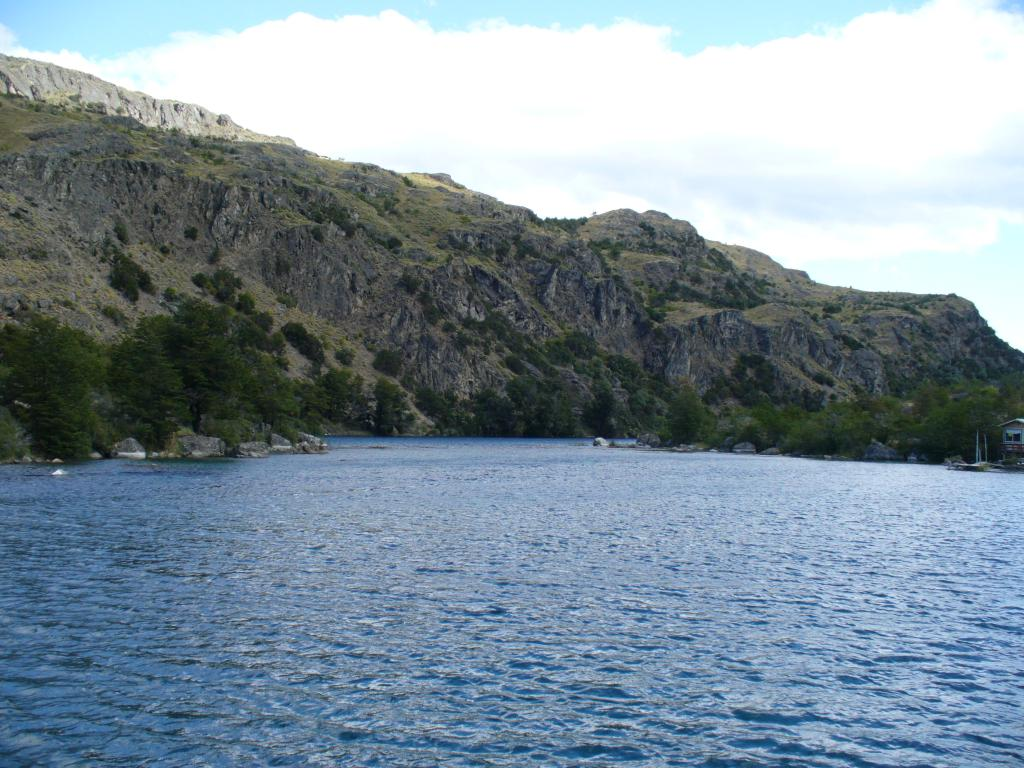
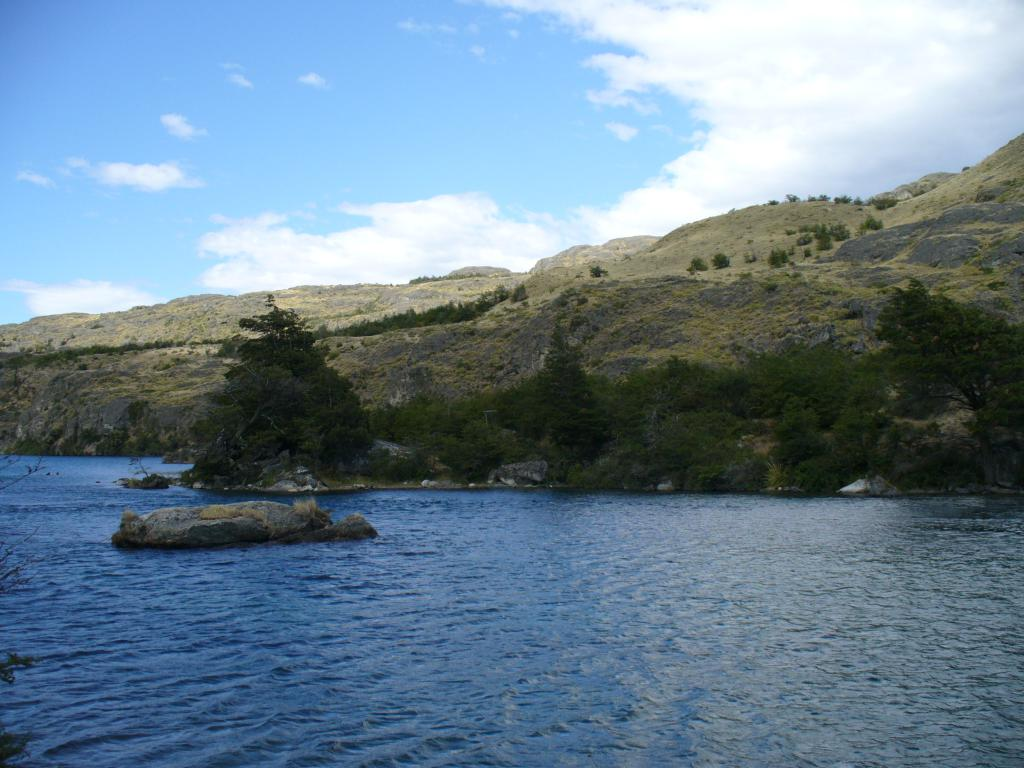
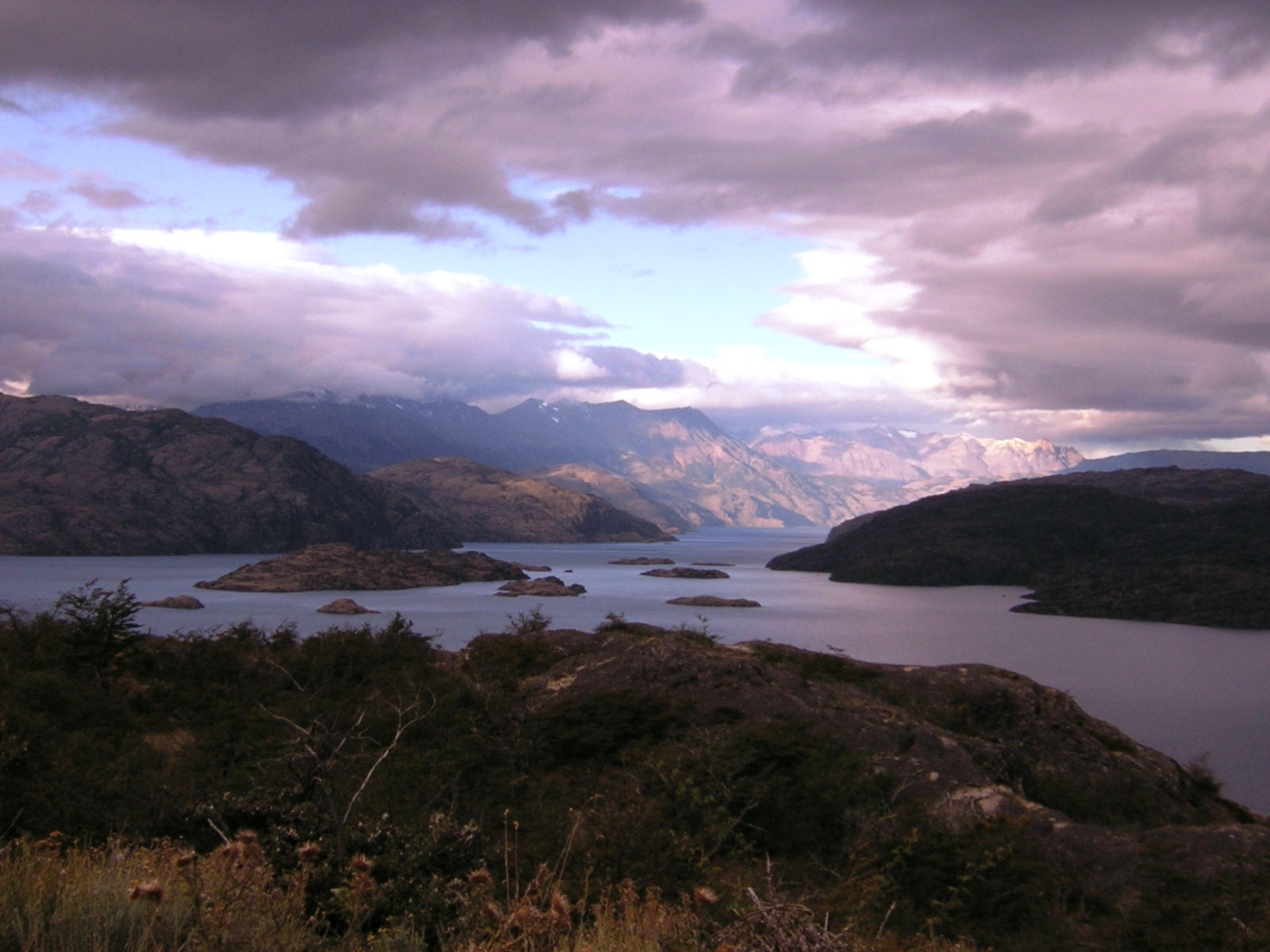